# Rodney Burford
Rodney Burford é um ator americano, mais conhecido por sua interpretação de Tony Hughes no drama Dahmer – Monster: The Jeffrey Dahmer Story da Netflix, que estreou em setembro de 2022.

## Juventude e educação
Rodney Burford Jr. nasceu no Brooklyn, Nova Iorque. Ele frequentou a Maryland School for the Deaf, antes de estudar na Universidade Gallaudet, uma universidade privada de pesquisa licenciada pelo governo federal em Washington, D.C. para a educação de surdos e deficientes auditivos.

## Carreira
Em 2020, Burford fez sua estreia nas telas no reality show Deaf U.
Em 2022, Burford estrelou como Tony Hughes, uma das vítimas do serial killer Jeffrey Dahmer, na série de drama policial de 10 partes da Netflix, Dahmer – Monster: The Jeffrey Dahmer Story. Amanda Whiting, escrevendo para The Independent, descreveu a interpretação de Burford como "interpretada com um calor comovente" e elogiou o episódio ("Silenced") no qual ele aparece predominantemente.

## Vida pessoal
Burford é parcialmente surdo e possui implantes cocleares que o ajudam a compreender a linguagem falada.

## Filmografia
| Ano  | Título                                     | Personagem  | Notas       |
| ---- | ------------------------------------------ | ----------- | ----------- |
| 2020 | Deaf U                                     | Ele mesmo   | 8 episódios |
| 2022 | Dahmer – Monster: The Jeffrey Dahmer Story | Tony Hughes | 3 episódios |